# Partido judicial de Icod de los Vinos
El partido judicial de Icod de los Vinos es uno de los 19 partidos judiciales en los que se divide la comunidad autónoma de Canarias , siendo el partido judicial n.º 5  de la provincia de Santa Cruz de Tenerife y uno de los 12 partidos judiciales de dicha provincia.
El ámbito territorial, que viene regulado por el Real Decreto 529/1983, de 9 de marzo, comprende los municipios de :
Buenavista del Norte, Garachico, La Guancha, Icod de los Vinos, Los Silos y El Tanque